# Atholl i East Drumochter
Atholl i East Drumochter – pasmo w Grampianach Wschodnich, w Szkocji. Pasmo to graniczy z pasmem West Drumochter i Wzgórzami Ben Alder na zachodzie, pasmem Cairngorm na północy, z pasmem Cairnwells & Blairgowrie na wschodzie i południowym wschodzie oraz z Glen Lyon na południu. Najwyższym szczytem pasma jest Beinn a’ Ghlò, który osiąga wysokość 1129 m.
Najważniejsze szczyty:
- Beinn a’ Ghlò (1129 m),
- Bràigh Coire Chruinn-bhalgain (1070 m),
- Càrn Liath (975 m),
- Meall Chuaich (951 m),
- Ben Vrackie (841 m).